# Grup de la calcofanita
El grup de la calcofanita és un grup de minerals de la classe dels òxids. Està format per quatre espècies: aurorita, calcofanita, ernienickelita i jianshuiïta. Totes quatre cristal·litzen en el sistema trigonal.
| Espècie        | Fórmula              |
| -------------- | -------------------- |
| Aurorita       | Mn²⁺Mn⁴⁺₃O₇·3H₂O     |
| Calcofanita    | (Zn,Fe,Mn)Mn₃O₇·3H₂O |
| Ernienickelita | NiMn₃O₇·3H₂O         |
| Jianshuiïta    | MgMn⁴⁺₃O₇·3H₂O       |

Segons la classificació de Nickel-Strunz els minerals d'aquest grup pertanyen a «04.FL: Hidròxids (sense V o U), amb H₂O⁺⁻(OH); làmines d'octaedres que comparetixen angles» juntament amb els següents minerals: trebeurdenita, woodallita, iowaïta, jamborita, meixnerita, fougerita, hidrocalumita, kuzelita, woodruffita, asbolana, buserita, rancieïta, takanelita, birnessita, cianciul·liïta, jensenita, leisingita, akdalaïta, cafetita, mourita i deloryita.